# Estrecho de Naruto
El estrecho de Naruto (鳴門海峡 (Naruto Kaikyō?)), es un estrecho marino que separa las islas japonesa de Shikoku, al sudoeste, y la más pequeña de Awaji, al noreste, conectando el mar de Filipinas con el mar Interior de Seto. Tiene un ancho máximo de 1,3 km
Es una vía de acceso al mar interior del Japón, en concreto a la sección del mar de Harima (Harima Nada).
Lo cruza el puente de Ōnaruto, de 1 269 m de largo, con un vano central de 876 m entre pilares, que conecta ambas islas.
Fuertes corrientes de marea lo cruzan cada día, originando los famosos remolinos de Naruto.

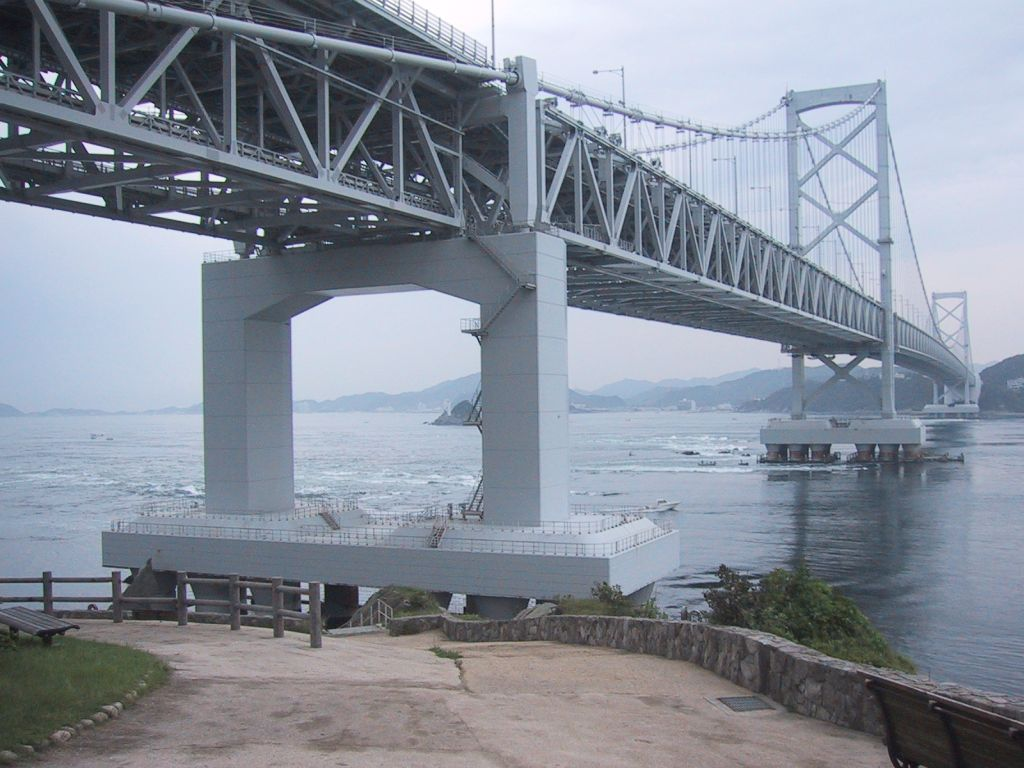
Detalle del puente de Ōnaruto.

- Datos: Q545446
- Multimedia: Naruto Strait / Q545446